# Bruno Roussel
Pour les articles homonymes, voir Roussel.
Bruno Roussel, né le 6 octobre 1956  à Pontivy (Bretagne), est l'ancien directeur sportif de l'équipe cycliste Festina. 
Impliqué dans l'affaire de dopage touchant la formation Festina, il a abandonné le cyclisme pour se reconvertir dans l'immobilier. En 2014, il s'engage comme directeur sportif au Mexique.

## Biographie
Bruno Roussel est impliqué dans l'affaire Festina en 1998 à la suite de laquelle il est condamné en décembre 2000 à 12 mois de prison avec sursis et 50 000 francs d'amende.
Il est également condamné pour fraude fiscale en 2007.
Il est le fils d'Ange Roussel.

## Palmarès
- 1979
  - Circuit du Morbihan
- 1982
  - 3e de Bordeaux-Saintes

## Ouvrage
- Tour de Vices (Hachette Littérature, 2001)